# Сет (игра)
Сет (англ. Set) — карточная игра, придуманная Маршей Фалко и выпущенная компанией Set Enterprises в 1991 году. Колода карт для игры состоит из 81 карты, на каждой из которых изображены один, два или три одинаковых символа (ромба, овала или волны) одного и того же цвета (красного, зелёного или фиолетового) и одной и той же текстуры (закрашенные, заштрихованные или только контур). Одинаковых карт в колоде нет.
Марша Фалко придумала эту игру в процессе генетических исследований случаев эпилепсии у немецких овчарок в 1974 году.
Известна также под названием «Трикс».

## Основной вариант игры
Хотя с этой колодой карт существует несколько вариантов игры, любой из них включает в себя понятие сета. Сет состоит из трёх карт, которые удовлетворяют всем условиям:
- все карты имеют то же количество символов или же 3 различных значения;
- все карты имеют тот же символ или же 3 различных символа;
- все карты имеют ту же текстуру или же 3 различных варианта текстуры;
- все карты имеют тот же цвет или же 3 различных цвета.

Ведущий выкладывает на стол карты рубашкой вниз до тех пор, пока не будет выложено 12 карт, либо один из игроков увидит сет и крикнет «сет!». Игрок, увидевший сет забирает себе карты входящие в его состав, а ведущий продолжает выкладывать карты. Если среди выложенных карт игроки не видят ни одного сета, ведущий выкладывает на стол ещё 3 карты. Так продолжается до тех пор, пока не будет выложена на стол вся колода и не будут найдены все сеты. После этого игра завершается. Набравший больше всего сетов побеждает.

## Варианты игры

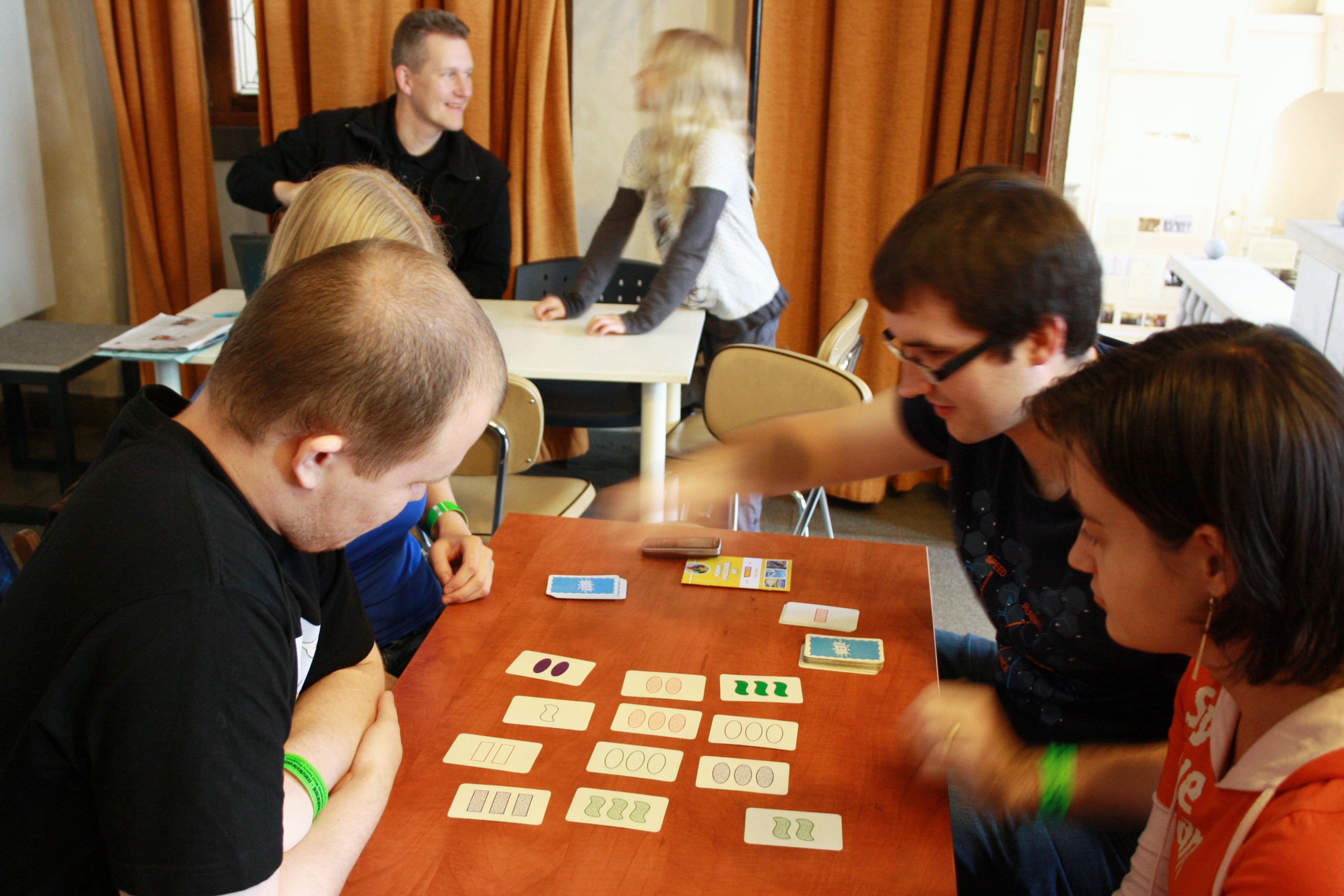
Четверо человек играют в «Сет».

- Цепной сет (chain set) — один из вариантов игры, когда в каждом последующем сете должна участвовать одна из карт предыдущего. Таким образом, у каждого из игроков могут получаться совершенно различные сеты.
- Суперсет: игроки должны искать не сет, а две пары карт, которым для сета не хватает одной и той же карты.
- Ультрасет: Карты раскладываются в 3 отдельные группы на столе, по 6 карт в каждую. У каждой карты появляется дополнительный пятый признак: принадлежность к одной из групп. 3 карты являются ультрасетом, если они являются сетом, и лежат в одной группе, либо лежат в разных группах.

## Комбинаторный анализ
- Для заданных двух карт существует одна и только одна карта, входящая с ними в один сет.
- Поэтому вероятность образования сета из трёх случайных карт равна 1/79.
- Существует {\displaystyle {\frac {81 \choose 2}{3}}={\frac {81\times 80}{2!\times 3}}=1080} уникальных сетов.
- Если из колоды в 81 карту было собрано 26 сетов, то оставшиеся 3 карты также образуют сет.

Можно поставить карты колоды «Сета» в соответствие точкам четырёхмерного векторного пространства над полем из трёх элементов {\displaystyle \mathbb {F} _{3}^{4}}. В таком случае сет соответствует трём коллинеарным точкам — иными словами, трём точкам, сумма которых равна нулю. Набор карт, среди которых нет сета (точнее, соответствующих им точек), называют cap set. Известна задача о максимальном размере такого набора для векторного пространства заданной размерности — иначе говоря, для «Сета» с заданным количеством признаков символов; для обычного сета с 4 признаками это число равно 20.

## Награды
Игра получила 37 наград и признаний в течение 1991–2013 годов. Некоторые значимые награды:
- Менса: Mensa Select (1991)
- Deutscher Spiele Preis: 9-е место (1995)